# Étranges compagnons de lit
Pour plus de détails, voir Fiche technique et Distribution.
Étranges compagnons de lit (titre original : Strange Bedfellows) est un film américain de Melvin Frank, sorti le 10 février 1965.

## Synopsis
Carter est marié avec Toni, mais le couple ne s'entend plus et ils divorcent. Toni prend Harry, un journaliste barbu, comme amant. Malgré le divorce, Toni et Carter renouent . Carter sort de la chambre de Toni en chemise de pyjama et caleçon, revêtu d'un simple imperméable. Il rejoint son patron, Richard, qui dirige une société pétrolière. Richard convainc Carter de se marier pour son image au sein du groupe et lui propose un poste important en Angleterre . Carter enfile chez Richard le pantalon et la chemise qu'il avait sur son bras Dans la rue il retrouve Toni dans un taxi et se réconcilie à   nouveau  avec! Le fantasme de Toni est de parader nue sur un cheval. Elle le fera en tenue couleur chair très moulante et avec une perruque. Ce qui ne sera pas du goût de Carter.

## Fiche technique
- Titre original : Strange Bedfellows
- Titre français : Étranges compagnons de lit
- Réalisation : Melvin Frank
- Scénario : Michael Pertwee, Melvin Frank d'après une histoire de Norman Panama et Melvin Frank
- Direction artistique : Alexander Golitzen, Joseph C. Wright
- Décors : John P. Austin, John McCarthy Jr.
- Costumes : Jean-Louis Berthault
- Photographie : Leo Tover
- Montage : Gene Milford
- Musique : Leigh Harline
- Producteur : Melvin Frank, Norman Panama et Hal C. Kern producteur associé
- Sociétés de production : Fernwood Productions Inc., Franic Production, Panama Production, Universal Pictures
- Société de distribution : Universal Pictures, Rank Film Distributors
- Pays de production :  États-Unis
- Langue : anglais
- Format : couleur (Technicolor) — 35 mm — 1.85:1 — monophonique (Westrex Recording System)
- Genre : comédie romantique
- Durée : 98 minutes
- Date de sortie : États-Unis : 10 février 1965

## Distribution
- Rock Hudson (VF : Jean-Claude Michel) : Carter Harrison
- Gina Lollobrigida (VF : elle-même) : Toni Vincente
- Gig Young : Richard Bramwell
- Edward Judd (VF : Jean Berger) : Harry Jones
- Howard St. John : Julius L. Stevens
- Dave King : Toni, chauffeur de taxi
- Peggy Rea : Mavis Masters
- Joseph Sirola : Petracini
- Nancy Kulp : Une femme agressive
- Lucy Landau : Une femme joviale
- Bernard Fox : Policier
- Edith Atwater (VF : Paule Emanuele) : Mme Stevens
- Hedley Mattingly : Bagshott
- John Orchard : Radio Dispatcher
- Terry-Thomas (VF : Georges Riquier) : L'assistant de l'entrepreneur de pompes funèbres
- Arthur Haynes : Carter, chauffeur de taxi

## Autour du film
Dans plusieurs scènes du film qui se déroulent dans la chambre de Toni, Carter porte une chemise de pyjama rayée avec des bandes rouges et grises. Il sortira même avec cette chemise et un imperméable dessus.  Dans une des scènes, clin d’oeil loufoque à l'homosexualité, Harry porte la même chemise aux bandes rouges et grises et rejoint Carter au lit avec un pyjama blanc. Les bandes de la chemise rappellent les treize bandes rouges et blanches du drapeau des États-Unis. Dans plusieurs affiches du film, Carter est représenté en chemise rayée bleu et blanc, alors qu’il ne porte jamais ce genre de chemise dans le film.